# Проституция в Белизе
Проституция в Белизе легальна, покупка сексуальных услуг запрещена. Сопутствующая деятельность, такая как управление публичным домом и принуждение к сексу, также является незаконной.
Проституция широко распространена и популярна на улицах и в публичных домах, барах, ночных клубах и отелях. Хотя правительство Белиза отрицает это, страна является направлением секс-туризма. Детская проституция часто является целью секс-туристов, в первую очередь приезжих из Соединённых Штатов Америки. Для страны актуальна проблема торговли людьми с целью сексуальной эксплуатации.

## Правовая ситуация
В то время как проституция разрешена, покупка сексуальных услуг — нет. Связанные с этим действия, такие как вовлечение в проституцию, предоставление помещений для занятия ей и проживание за счёт доходов от неё, являются незаконными. Запрещается также содержать публичный дом, управлять им или помогать в управлении. Законы о лицензировании спиртных напитков запрещают проституцию в барах.
Глава 98 Закона о суммарной юрисдикции (правонарушениях) запрещает «обычным проституткам» (женщинам, ранее получившим предупреждение полиции) искать клиентов на улице или в общественном месте. «Лицам мужского пола» запрещено домогаться или приставать с аморальными целями.
Законы рассматривают связанные с проституцией нарушения как проступки, и штрафы за них невелики. В 2003 году принят Закон о запрете торговли людьми, но максимальное наказание является низким по сравнению с другими странами: 5 лет тюремного заключения или штраф в размере 5000 долларов США.
Иммиграционные законы запрещают въезд в страну проституткам или любому лицу, живущему за счёт доходов от проституции, однако они обычно не соблюдаются, а сотрудники правоохранительных органов часто коррумпированы.

## Бордели
Хотя публичные дома незаконны, они широко распространены в стране, в первую очередь в Ориндж-Уолк. В июне 2011 года был сожжён самый известный бордель страны — «Розарий Рауля» (англ. Raul's Rose Garden), который открылся в феврале 1981 года и до вывода британских войск в 1990-х годах пользовался популярностью у солдат. В некоторых отелях действует система «ficha». Проститутки снимают комнаты в отеле и привлекают в бар клиентов, чтобы получить комиссионные за напитки, купленные клиентами перед тем, как они пойдут в номер. Стоимость аренды вычитается из комиссии. Подобные отели часто связаны с ночными клубами или гоу-гоу-барами.

#### Военные бордели
В целях борьбы с распространением венерических болезней, включая ВИЧ, по межправительственному соглашению был создан ряд публичных домов исключительно для британских войск, дислоцированных в стране. Проститутки, многие из которых эмигрировали из Гватемалы, должны были иметь при себе удостоверение личности с фотографией и еженедельно проходить медицинские осмотры, также обязательным было использование презервативов.

## Торговля людьми
Белиз является страной происхождения, транзита и назначения для жертв торговли людьми в целях сексуальной эксплуатации. В туристических регионах иностранцы, в основном из США, эксплуатируют детей, ставших жертвами торговли людьми. Специальный докладчик ООН по вопросам торговли людьми сообщил, что члены семьи способствуют сексуальной эксплуатации белизских женщин и девочек. Особенно уязвимы представители ЛГБТ. Иностранные мужчины, женщины и дети — особенно из Центральной Америки, Мексики и Азии — добровольно мигрируют в Белиз в поисках работы и часто становятся жертвами торговцев людьми, которые вербуют жертв, обещая высокооплачиваемую работу. Соучастие государственных чиновников в торговле людьми также является проблемой. Государственный департамент США по мониторингу и борьбе с торговлей людьми относит Белиз к стране третьего уровня.